# Leskeodon minusculus
Leskeodon minusculus là một loài rêu trong họ Daltoniaceae. Loài này được Müll. Hal. M. Fleisch. mô tả khoa học đầu tiên năm 1922.